# Acacia mitchellii
Acacia mitchellii — вид квіткових рослин з родини бобових. Ареал: Австралія (Вікторія, Південна Австралія, Новий Південний Уельс).

## Середовище
Він зустрічається у відкритих лісах, лісах, чагарниках, вересах або в болотистих місцевостях, на гравійних або піщаних ґрунтах. Гербарні зразки також зібрані в евкаліптових лісах, а також уздовж лісових стежок і узбіччя доріг.

## Біоморфологічна характеристика
Це кущ заввишки 0,5–2 метрів, який цвіте переважно з листопада по березень і плодоносить з жовтня по квітень. Має невелике подвійноперисте листя. Блідо-жовті кулясті квіткові головки з'являються групами від 1 до 3 в пазухах листків, за якими слідують прямі або зігнуті стручки завдовжки від 1,8 до 5 см і вшир від 4 до 8 мм.